# Lancey Foux
Lance O. Omal, művésznevén Lancey Foux (London, 1995. november 30. –) brit rapper, énekes, dalszerző, lemezproducer és modell Stratfordból, Londonból
.

## Fiatalkora
Lance Omal Londonban született 1995. november 30-án ugandai származású szülők gyermekeként.  Gyermekkora nagy részét a kelet-londoni Newhamben töltötte.

## Karrier

### 2015-2017: Online kezdetek és szólódebütálás
Lancey Foux 2015-ben úgy kezdte zenei karrierjét, hogy a hálószobájából freestyle-olt a YouTube-on. Ugyanebben az évben kiadta debütáló stúdióalbumát, a Pinket. Két héttel később kiadott egy kislemezt About It címmel. Még ugyanebben az évben kiadta a második stúdióalbumát TEEN SKUM címmel. Két évnyi kislemezkiadás után a SoundCloudon kiadott egy közös stúdióalbumot Nyge angol producerrel  First Day At The Nursery címmel.

### 2018: Too Far Alive és Pink II
2018 elején Foux egy másik stílussal jelentkezett, amelyet a Too Far Alive című albumán használt. 3 hónappal később kiadta a Pink' album folytatását, a Pink II-t. Később szerepelt a brit grime rapper Skepta Dyed 2WICE kislemezén. Hamarosan csatlakozott Skepta SK LEVEL európai turnéjához.

### 2019: Friend Or Foux
Foux fellépett a Rolling Loud amerikai hiphopfesztiválon 2019-ben, és modellkedett a Jordan és az A-COLD-WALL*, a MISBHV, a Trapstar, valamint Naomi Campbell 2019-es Fashion For Relief gáláján. 2019. december 6-án kiadta ötödik stúdióalbumát FRIEND OR FOUX címmel, amely lehetővé tette számára, hogy két nappal később eladja első főműsorát az O2 Islingtonban.

### 2020 után: Life In Hell
2020-ban hónapokkal a FRIEND OR FOUX projektének megjelenése után, Foux idő előtt lemondta a turnéját a COVID miatt. Később júniusban TIME FOR WAR !¡ és RELAX !¡ címmel adott ki 2 kislemezt a Black Lives Matter mozgalommal kapcsolatban.
2020 decemberében Foux kiadott egy kislemezt Poison címmel, amelyen közreműködik közeli barátja Bakar.
2021 januárjában kiadta második kislemezét a LIFE IN HELL albumáról Steelo Flow címmel. Egy hónappal később Foux kiadott egy másik kislemezt DONT TALK címmel ami a FIRST DEGREE címu mixtapje vezető kislemeze volt.
2021 novemberében Omal kiadott egy mixtape-et LIVE.EVIL címmel. A projekten Lil Yachty és 24kGoldn szerepel.
2022 januárjában Omal, Matthew Williams 1017 ALYX 9SM márkájának modellezett Milánóban, Olaszországban.
2022 október végén, kiadta hatodik stúdióalbumát a LIFE IN HELL-t

## Diszkográfia

### Stúdióalbumok
- Pink (2015)
- TEEN SKUM (2015)
- Too Far Alive (2018)
- Pink II (2018)
- FRIEND OR FOUX (2019)
- LIFE IN HELL (2022)

### Kollabalbumok
- First Day At The Nursery (Nyge-dzsal) (2017)

### Mixtape-ek
- FIRST DEGREE (2021)
- LIVE.EVIL (2021)
- BACK2DATRAP (2023)

## Magánélet
Lancey Fouxnak 2016-2023 között Leomie Anderson brit modell volt a párja.